# Erin (Tennessee)
Pour les articles homonymes, voir Erin.
La ville américaine d’Erin est le siège du comté de Houston, dans l’État du Tennessee. Lors du recensement de 2010, sa population s’élevait à 1 324 habitants.

## Source
- (en) Cet article est partiellement ou en totalité issu de l’article de Wikipédia en anglais intitulé « Erin, Tennessee » (voir la liste des auteurs).